# Покровськ-Уральський
Покро́вськ-Ура́льський (рос. Покровск-Уральский) — селище у складі Сєвероуральського міського округу Свердловської області.
Населення — 1160 осіб (2010, 1619 у 2002).
До 12 жовтня 2004 року селище мало статус селища міського типу.